# 오은미
오은미(吳銀美, 1965년 7월 13일~)은 대한민국 정치인으로, 제8·9·12대 전라북도의회 의원이다. 2022년 6월 제8회 전국동시지방선거 전라북도의원 선거에서 당선(순창군 선거구)되며 3선을 하였다.

## 학력
- 전주한일신학교 신학부 졸업

## 경력
- 순창군여성농민회 부회장
- 민주노동당 대변인
- 2006. 7.~2010. 6. 제8대 전라북도의회 의원(초선, 비례대표)
- 강기갑 국회의원 농업정책특보
- 전국여성농민회총연합 전북연합 부회장
- 2010. 7.~2014. 6. 제9대 전라북도의회 의원(재선, 순창군 선거구)
- 통합진보당 전북도당 위원장
- 2022. 7.~ 제12대 전라북도의회 의원(3선, 순창군 선거구)
- 2024. 6.~ 진보당 전북특별자치도당 남원시·장수군·임실군·순창군 지역위원회 위원장

## 역대 선거 결과
|  | 14.92% |

|  | 32.5% |

|  | 41.63% |

|  | 3.64% |

|  | 26.75% |

|  | 55.92% |